# Accord de groupe
 (octobre 2015).
Si vous disposez d'ouvrages ou d'articles de référence ou si vous connaissez des sites web de qualité traitant du thème abordé ici, merci de compléter l'article en donnant les références utiles à sa vérifiabilité et en les liant à la section « Notes et références ».
Un accord de groupe est un accord collectif qui peut être conclu au niveau d’un groupe, conformément aux modalités prévues par les articles L. 2232-30 à L. 2232-35 du Code du travail[Où ?][Lequel ?].

## Caractéristiques
Cet accord est négocié entre :
- D’une part, l’employeur de l’entreprise dominante (la société mère), ou un ou plusieurs représentant des employeurs des sociétés concernées ;
- D’autre part, les organisations syndicales de salariés représentatives dans le groupe ou dans l’ensemble des entreprises concernées.

L’accord doit délimiter son champ d’application et peut ne concerner que certaines sociétés du groupe.
Les dispositions de cet accord ne peuvent déroger aux conventions de branche ou accords professionnels. (Sauf disposition expresse de ceux-ci prévoyant que les accords de groupe peuvent y déroger)
Sa validité est subordonnée à la signature par une ou plusieurs organisations syndicales représentant au moins 30 % des suffrages aux 1ers tours des élections, CE, DUP ou à défaut DP. De plus, il ne doit pas y avoir d'opposition d’une organisation ayant recueillie au moins 50 % des suffrages.